# باتي ميلر
باتي ميلر (بالإنجليزية: Patti Miller)‏ هي كاتِبة أسترالية، ولدت في 1954.

## وصلات خارجية
- الموقع الرسمي